# Reginald Foresythe

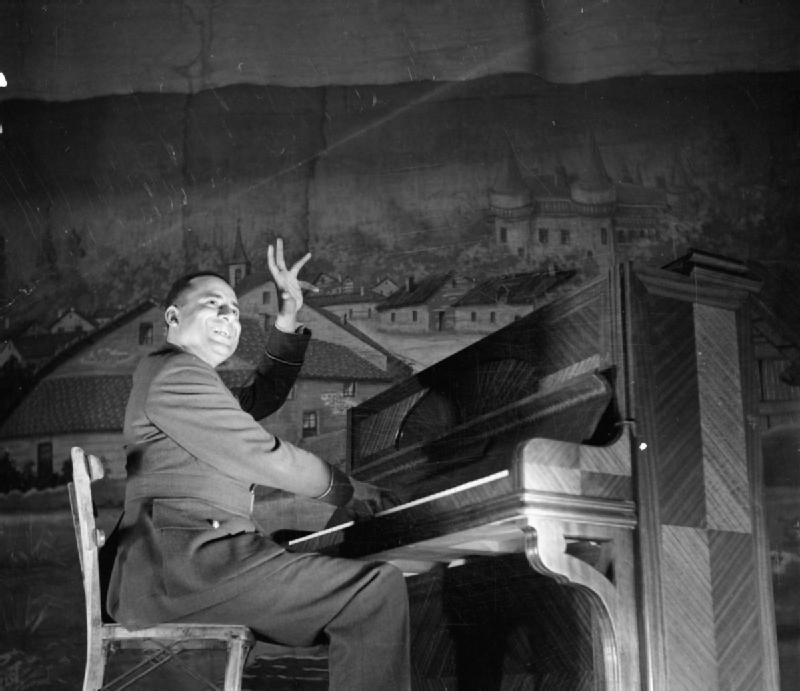
Reginald Foresythe

Reginald Foresythe (* 28. Mai 1907 in London; † 28. Dezember 1958 ebenda) war ein  britischer Jazzpianist, Arrangeur, Komponist und Bandleader des Swing. Er arbeitete für Earl Hines und für Paul Whiteman.

## Leben
Reginald Foresythe wurde als Sohn eines afrikanischen Rechtsanwaltes und einer deutschen Mutter geboren.
Er spielte achtjährig Klavier und besuchte in der zweiten Hälfte der 1920er Jahre Paris, Australien, Hawaii und Kalifornien, wo er als Tanzpianist und -akkordeonist arbeitete, sich dann mit Filmmusik beschäftigte und mit Paul Howard's Quality Serenaders spielte. Im Jahr 1930 kam er nach Chicago, wo er das Stück „Deep Forest“ komponierte, der zur Erkennungsmelodie von Earl Hines wurde. Er spielte danach vorzugsweise in Großbritannien, besuchte jedoch 1934/35 New York, wo er mit Paul Whiteman zusammenarbeitete und Schallplatten unter eigenem Namen mit Benny Goodman, John Kirby, Gene Krupa und anderen Swingmusikern aufnahm („Dodging a Divorcee“). Foresythe verwendete in seinen Arrangements oft Klarinetten und Fagott an Stelle der Messing-Blasinstrumente, jedoch war seine Musik nur teilweise vom Jazz geprägt. Zu seinen bedeutendsten Kompositionen gehört „Serenade for a Wealthy Widow“ (1933). Mit Andy Razaf komponierte er „Mississippi Basin“, den Adrian Rollini im Juni 1933 aufnahm. 1936 spielte Foresythe mit seiner Band in dem Musikfilm Big Noise. Nach 1945 arbeitete er wieder mit eigenen Bands in London, zuletzt als Solopianist in Kneipen.